# Daniel Cárdenas Lindez
Daniel "Dani" Cárdenas Lindez (Terrassa, 28 de març de 1997) és un futbolista català que juga com a porter pel Rayo Vallecano. És internacional amb la selecció catalana

## Carrera de club
Cárdenas va ingressar al planter del Llevant UE el gener de 2014, després d'haver estat prèviament al del FC Barcelona i el del RCD Espanyol. Fou promocionat a l'Atlètic Llevant UE per la temporada 2016–17, i hi va debutar com a sènior el 20 d'agost de 2016 com a titular, en una derrota a casa per 0–1 contra el CE Atlètic Balears.
Inicialment la tercera opció a la porteria, rere Dani Sotres i Koke Vegas, Cárdenas va esdevenir titular després que Sotres marxés i que Koke fos promogut al primer equip. El 12 de març de 2020, va renovar contracte fins al 2022.
El 27 de novembre de 2020, després que Aitor es lesionés, Cárdenas va debutar amb el primer equip – i a La Liga – jugant el 90 minuts en un empat 1–1 a fora contra el Reial Valladolid.

## Internacional
Esdevingué internacional amb la selecció catalana el maig de 2022, quan Gerard López el va convocar per disputar el partit Catalunya – Jamaica a Montilivi, una victòria per 6-0 en què Cárdenas va entrar a la segona part substituint Edgar Badia. El 29 de maig de 2024 va disputar amb la selecció catalana el partit contra el Panamà, que va acabar en un empat a 2, a l'Estadi de la Nova Creu Alta.
El 28 de maig de 2025 va disputar amb la selecció catalana el partit contra Costa Rica, en una victòria per 2 a 0 a l'Estadi Johan Cruyff.